# Delphinium nuristanicum
Delphinium nuristanicum är en ranunkelväxtart som beskrevs av Michio Tamura. Delphinium nuristanicum ingår i släktet storriddarsporrar, och familjen ranunkelväxter. Inga underarter finns listade i Catalogue of Life.